# Ive Jerolimov
Ive Jerolimov, né le 30 mars 1958 à Preko, est un joueur de football croate, ayant joué six fois pour l'équipe nationale de Yougoslavie au début des années 1980. Il dispute la majeure partie de sa carrière au Hajduk Split, et y met un terme en 1989, après deux dernières saisons jouées au Cercle de Bruges, en Belgique. Il occupait le poste de défenseur.

## Carrière
Ive Jerolimov s'affilie dans sa jeunesse au HNK Rijeka, et y passe par toutes les équipes d'âge. En 1978, il est appelé en équipe première du club, et y devient un titulaire. Au terme de la saison, il remporte sa première Coupe de Yougoslavie. Il joue la Coupe des vainqueurs de coupe la saison suivante, dont il atteint les quarts de finale. Le 27 septembre 1980, il honore sa première sélection internationale avec la Yougoslavie, face au Danemark. Il joue au total six matches avec l'équipe nationale yougoslave, et est repris pour la Coupe du monde 1982, où il ne joue toutefois aucun match. Après la compétition, il est transféré au Hajduk Split, un des grands clubs du pays, mais ne sera plus jamais appelé en équipe nationale par la suite.
À Split, Ive Jerolimov a moins souvent l'occasion de jouer, et est victime de blessures récurrentes. Il participe néanmoins à la finale de la Coupe de Yougoslavie 1984, jouée en deux manches, et remportée par son club face à l'Étoile rouge de Belgrade. Il se blesse ensuite grièvement au début de la saison suivante, et est écarté des terrains pendant plus d'un an. Quand il revient dans l'équipe, il n'est plus que remplaçant, et ne participe pas à la victoire du club en Coupe en 1987. Il décide alors de tenter sa chance à l'étranger, et arrive en Belgique, au Cercle de Bruges, où il remplace un autre yougoslave, Zoran Bojović.
Le Cercle ne fait pas partie des ténors du championnat, mais Ive Jerolimov parvient tout de même à le mener dans la première moitié du classement, échouant aux portes de l'Europe. Ses problèmes physiques le rattrapent, et il ne joue que la moitié des matches de la saison. La saison suivante, il est de nouveau régulièrement blessé, et décide finalement de mettre un terme à sa carrière en 1989, à seulement 31 ans.

## Palmarès
- Deux fois vainqueur de la Coupe de Yougoslavie en 1979 avec Rijeka, et en 1984 avec le Hajduk Split.
- Six sélections internationales, et participation à la Coupe du monde 1982

## Statistiques
| Saison                | Club                  | Championnat           | Championnat | Championnat | Coupe(s) nationale(s) | Coupe(s) nationale(s) | Compétition(s) continentale(s) | Compétition(s) continentale(s) | Compétition(s) continentale(s) | Yougoslavie | Yougoslavie | Total | Total |
| Saison                | Club                  | Division              | M.          | B.          | M.                    | B.                    | Comp.                          | M.                             | B.                             | M.          | B.          | M.    | B.    |
| 1978-1979             | NK Rijeka             | Division 1            | 19          | 2           | -                     | -                     | C2                             | 2                              | 0                              | -           | -           | 21    | 2     |
| 1979-1980             | NK Rijeka             | Division 1            | 24          | 1           | -                     | -                     | C2                             | 2                              | 0                              | -           | -           | 26    | 1     |
| 1980-1981             | NK Rijeka             | Division 1            | 32          | 2           | -                     | -                     | -                              | -                              | -                              | 4           | 0           | 36    | 2     |
| 1981-1982             | NK Rijeka             | Division 1            | 31          | 2           | -                     | -                     | -                              | -                              | -                              | 1           | 0           | 32    | 2     |
| Sous-total            | Sous-total            | Sous-total            | 106         | 7           | -                     | -                     | -                              | 4                              | 0                              | 5           | 0           | 115   | 7     |
| 1982-1983             | Hajduk Split          | Division 1            | 16          | 4           | -                     | -                     | C3                             | 4                              | 4                              | 1           | 0           | 21    | 8     |
| 1983-1984             | Hajduk Split          | Division 1            | 19          | 4           | -                     | -                     | C3                             | 5                              | 0                              | -           | -           | 24    | 4     |
| 1984-1985             | Hajduk Split          | Division 1            | 1           | 0           | -                     | -                     | -                              | -                              | -                              | -           | -           | 1     | 0     |
| 1985-1986             | Hajduk Split          | Division 1            | 15          | 1           | -                     | -                     | C3                             | 7                              | 0                              | -           | -           | 22    | 1     |
| 1986-1987             | Hajduk Split          | Division 1            | 18          | 3           | -                     | -                     | C3                             | 5                              | 2                              | -           | -           | 23    | 5     |
| Sous-total            | Sous-total            | Sous-total            | 69          | 12          | -                     | -                     | -                              | 21                             | 6                              | 1           | 0           | 91    | 18    |
| 1987-1988             | Cercle Bruges         | Division 1            | 14          | 4           | 2                     | 0                     | -                              | -                              | -                              | -           | -           | 16    | 4     |
| 1988-1989             | Cercle Bruges         | Division 1            | 13          | 2           | -                     | -                     | -                              | -                              | -                              | -           | -           | 13    | 2     |
| Sous-total            | Sous-total            | Sous-total            | 27          | 6           | 2                     | 0                     | -                              | -                              | -                              | -           | -           | 29    | 6     |
| Total sur la carrière | Total sur la carrière | Total sur la carrière | 202         | 25          | 2                     | 0                     | -                              | 25                             | 6                              | 6           | 0           | 235   | 31    |